# 주유엔 대한민국 대표부
주유엔 대한민국 대표부(駐UN大韓民國代表部, Permanent Mission of the Republic of Korea to the United Nations)은 1949년 미국 뉴욕주 뉴욕에 개설된 대한민국 외교부 소속의 대표부이다.

## 연혁
- 대표부(옵저버) 설치(1949. 8. 1)[1][2]
- 주유엔 대한민국 옵저버 상주대표부 개설(1951.11.6)[3]
- 대한민국 유엔 가입 및 주유엔 대한민국 대표부 승격(1991.9.17)[4][5][6]

## 상세
1949년 대한민국은 유엔에 가입 신청을 공식적으로 하였으나, 당시 유엔 안전 보장 이사회의 상임국 소련이 이에 대한 거부권을 행사하면서 무산되었다. 그 대신 한국은 유엔 총회 옵서버 지위(non-member observer state)를 획득하고 유엔에서 활동하였다. 유엔 회원국과 달리 투표권은 보유하고 있지 않았지만, 유엔 총회에서 열리는 다양한 분야의 회의에 대한 참가 자격과 발언권을 보유하게 되었다.
1991년에 남북한이 동시에 유엔에 회원국 지위를 얻게 되면서, 옵저버 상주대표부에서 대한민국 대표부로 격상하였다. 오늘날 주유엔 대한민국 대표부는 유엔에서 대한민국을 대표하는 매우 중요한 공관으로 자리잡게 되었다. 특히 유엔 안보리 내 상임이사국 및 비상임이사국과 협의 및 협력을 담당하는 핵심적인 역할을 수행하고 있다.

## 역대 대사
| 대수   | 이름        | 기간            | 유엔 사무총장                                   |
| 제1대  | 임병직 대사 | 1951.11-1960.9  | 트뤼그베 리 다그 함마르셸드                     |
| 제2대  | 임창영 대사 | 1960.9-1961.6   | 다그 함마르셸드                                 |
| 제3대  | 이수영 대사 | 1961.7-1964.5   | 우 딴                                           |
| 제4대  | 김용식 대사 | 1964.5-1970.12  | 우 딴                                           |
| 제5대  | 한표욱 대사 | 1971.1-1973.5   | 우 딴 쿠르트 발트하임                           |
| 제6대  | 박동진 대사 | 1973.5-1975.12  | 쿠르트 발트하임                                 |
| 제7대  | 문덕주 대사 | 1976.3-1979.4   | 쿠르트 발트하임                                 |
| 제8대  | 윤석현 대사 | 1979.4-1981.12  | 쿠르트 발트하임                                 |
| 제9대  | 김경원 대사 | 1981.12-1985.10 | 쿠르트 발트하임 하비에르 페레스 데 케야르       |
| 제10대 | 최광수 대사 | 1985.10-1986.8  | 하비에르 페레스 데 케야르                       |
| 제11대 | 박근 대사   | 1986.8-1988.3   | 하비에르 페레스 데 케야르                       |
| 제12대 | 박쌍용 대사 | 1988.3-1990.4   | 하비에르 페레스 데 케야르                       |
| 제13대 | 현홍주 대사 | 1990.4-1991.2   | 하비에르 페레스 데 케야르                       |
| 제14대 | 노창희 대사 | 1991.2-1992.2   | 하비에르 페레스 데 케야르 부트로스 부트로스갈리 |
| 제15대 | 유종하 대사 | 1992.2-1994.12  | 부트로스 부트로스갈리                           |
| 제16대 | 박수길 대사 | 1995.1-1998.4   | 부트로스 부트로스갈리 코피 아난                 |
| 제17대 | 이시영 대사 | 1998.4-2000.2   | 코피 아난                                       |
| 제18대 | 선준영 대사 | 2000.3-2003.6   | 코피 아난                                       |
| 제19대 | 김삼훈 대사 | 2003.6-2006.5   | 코피 아난                                       |
| 제20대 | 최영진 대사 | 2006.5-2007.7   | 코피 아난 반기문                                |
| 제21대 | 김현종 대사 | 2007.7-2008.5   | 반기문                                          |
| 제22대 | 박인국 대사 | 2008.5-2011.5   | 반기문                                          |
| 제23대 | 김숙 대사   | 2011.5-2013.9   | 반기문                                          |
| 제24대 | 오준 대사   | 2013.9- 2016.12 | 반기문                                          |
| 제25대 | 조태열 대사 | 2016.12-2019.10 | 반기문 안토니우 구테흐스                        |
| 제26대 | 조현 대사   | 2019.10-2022.7  | 안토니우 구테흐스                               |
| 제27대 | 황준국 대사 | 2022.7-2025.7   | 안토니우 구테흐스                               |

## 같이 보기
- 한국과 유엔